# Malcesine

Lage der Gemeinde Malcesine in der Provinz Verona

Malcesine ist eine norditalienische Gemeinde am Ostufer des Gardasees in der Provinz Verona mit 3590 Einwohnern (Stand 31. Dezember 2023).
Malcesine wird häufig als „Perle des Gardasees“ bezeichnet. Mit diesem Begriff werden jedoch oft auch andere Orte wie Riva del Garda oder Limone sul Garda in Verbindung gebracht. Der Ort ist stark vom Tourismus geprägt.
Neben den Orten Riva del Garda und Nago-Torbole ist Malcesine im Norden des Gardasees bei Windsurfern, Kitesurfern und Seglern aufgrund ihrer Lage teilweise noch für den Einstieg bei den beiden Hauptwinden des nördlichen Gardasees Pelér und Ora beliebt. Von Malcesine aus führt eine Seilbahn zu der auf 1760 Meter gelegenen Bergstation am Passo Tratto Spino im Monte-Baldo-Massiv.
Zur Gemeinde Malcesine (Gemeindesitz) gehören noch die zwei Fraktionen Cassone und Navene.

## Geschichte
Der alte Ort ist um den Burgfelsen entstanden. Ein erster Burgbau fand hier um 568 unter den Langobarden statt. Nach der Zerstörung dieser Anlage und Wiederaufbau durch die Franken kam der Ort später an die Scaliger, welche die Burganlage erweiterten. Aus der ersten Zeit stammt noch der Porto Posterno („Hinterer Hafen“), eine als kleiner Strand (Spiagetta) genutzte Bucht direkt unterhalb der Burg⊙. Unweit davon, am Ende der Via Posterna, steht ein in den Felsen unter der Burg gebautes Haus, das ein privates Wohnhaus ist, aber vormals vermutlich das Wachpersonal beherbergte, das den Aufgang vom Hafen zur Burg bewachte.

## Sehenswürdigkeiten

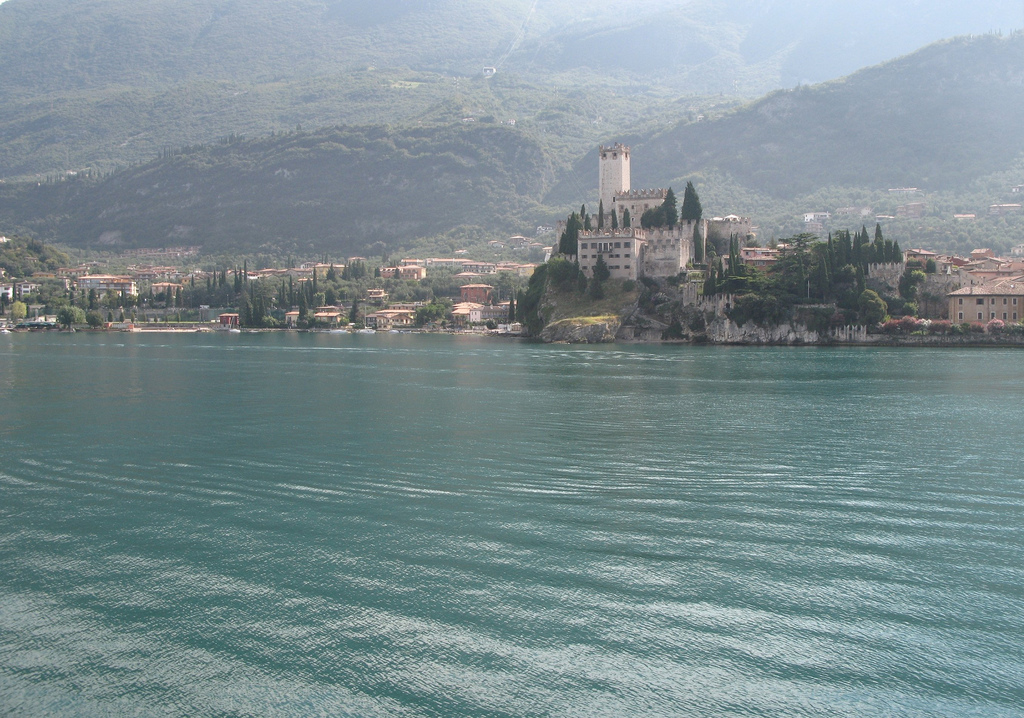
Burg der Scaliger

### Castello Scaligero
Geprägt ist das Bild durch den historischen Ortskern mit seinen vielen engen Gassen und der von weither sichtbaren Scaligerburg. Diese steht auf einem Felsvorsprung direkt am Ufer des Sees und gewährt vom Turm aus einen Blick über den Ort und den See. Die alte Kernburg mit Palas und Bergfried wurde durch die Scaliger errichtet. Im untersten Hof steht der „Palazzo Inferiore“, den Venedig 1620 für seine Garnison errichten ließ.
Auch Goethe machte 1786 während seiner berühmten „Italienischen Reise“ Station in Malcesine. Dabei wurde er kurz wegen Spionageverdachts festgehalten, als er beim Zeichnen der Scaligerburg beobachtet wurde. Dennoch zeigte er sich in seinen Tagebuchaufzeichnungen fasziniert von dem Ort und seinen Menschen. Eine Büste in der Burg und zwei Gedenktafeln, die am Hotel San Marco in unmittelbarer Nähe zum Hafen und in der Via Posterna unterhalb der Burg angebracht sind, erinnern an seinen Besuch.

### Palazzo dei Capitani

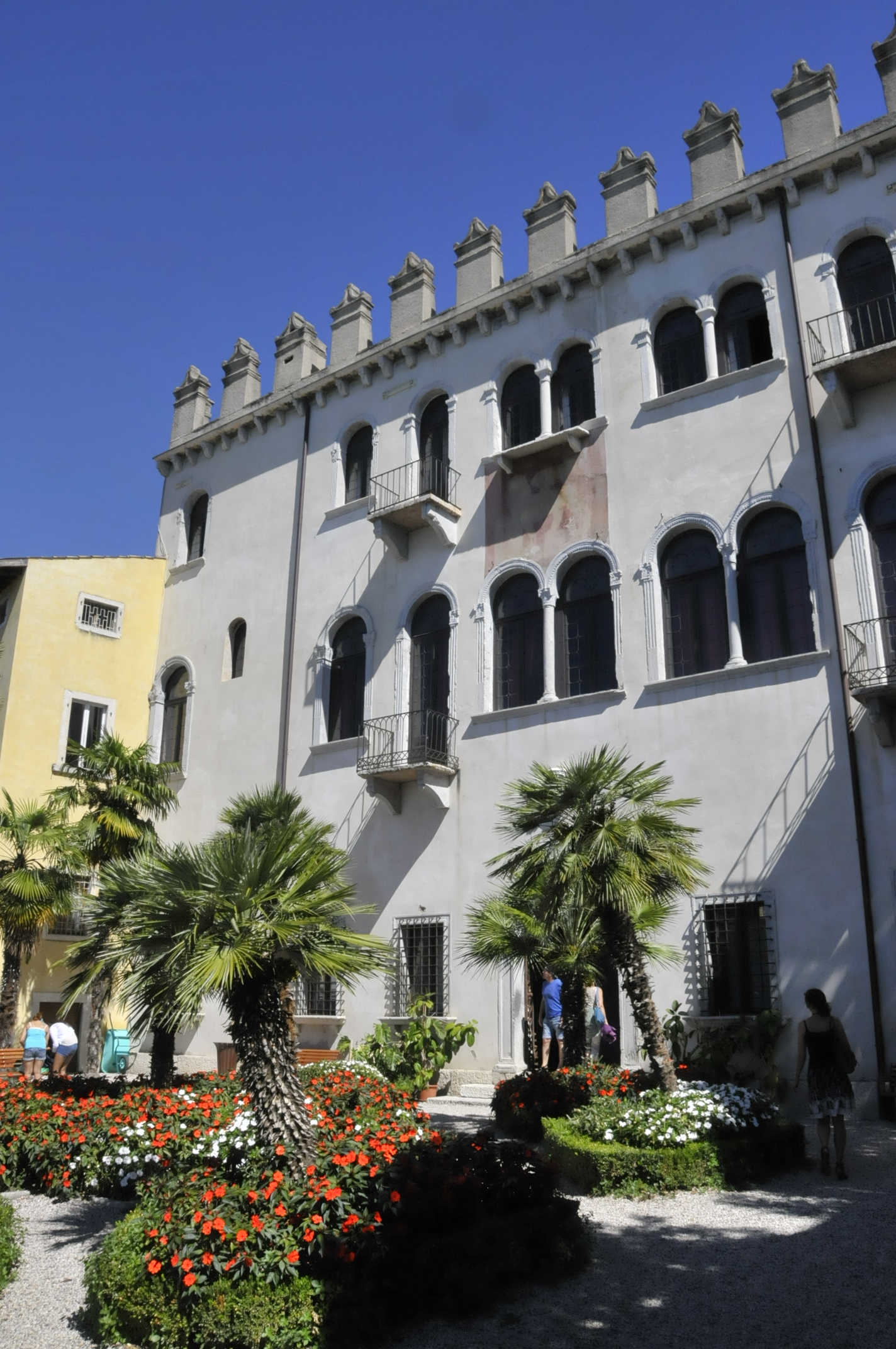
Palazzo dei Capitani

Eine weitere Sehenswürdigkeit ist der „Palazzo dei Capitani“, der schon gegen Ende des 13. Jahrhunderts von den Scaligern für ihren Statthalter erbaut wurde. Der Palast wurde dann im 15. Jahrhundert im Stil der venezianischen Gotik erneuert. Er war Sitz des Gouverneurs vom Ostufer, der abwechselnd in Garda, Torri del Benaco und eben Malcesine residierte. Zum See hin erstreckt sich ein Palmengarten mit einer Anlegestelle, über den der „Capitano“ seinerzeit sein Haus erreichte.

### Santo Stefano
Die Pfarrkirche Santo Stefano ist eine Barockkirche des frühen 18. Jahrhunderts.
Der erste Vermerk über das Bestehen einer Pfarrei stammt aus den ersten Jahren des 9. Jahrhunderts. Die Kirche enthält in der ersten Kapelle von hinten rechts, die dem hl. Petrus geweiht ist, ein Altarbild der Kreuzabnahme von Girolamo dai Libri (1471–1555). Weiter befinden sich in der Kirche die Altäre der Heiligen Benigno und Carlo (1769) und der Sieben Freuden Mariens (Sette Allegrezze, 1771) sowie ein Tabernakel aus dem 15. Jahrhundert. Die Gemälde des Presbyteriums stammen von Felice Boscarotti. Interessant sind die vierzehn Stationen des Kreuzweges (Via Crucis). Der barocke Hauptaltar aus Marmor, entstanden zwischen 1753 und 1756, ist ein Werk von Domenico Sartori, der auch das Pfarrhaus errichtete.

### Santi Benigno e Caro
Die Pfarrkirche Santi Benigno e Caro ist nach den beiden Heiligen der katholischen Kirche San Benigno di Malcesine und San Caro di Malcesine benannt. Die kleine Kirche hat nur ein Schiff mit Tonnengewölbe. Der Altar aus rotem und weißem Marmor in Barockstil enthält ein Kruzifix. Vor 1784 erhob sich der Altar mitten im Chorraum und wurde dann an sein Ende umgesetzt, um den 140 Ordensbrüdern Platz zu schaffen. Auf der Epistelseite befindet sich ein Fresko von der Verklärung des Herrn, diesem gegenüber Das letzte Abendmahl. Außerhalb der Balustrade und über der Tür des Glockenturms ist eine wertvolle Arbeit eines unbekannten Malers der Renaissance zu sehen. Das Gemälde stellt die beiden Patronatsinhaber des Ortes dar, Benigno und Caro, dem sie am Bett des blinden Bartolomeo Fioravante das Augenlicht wieder schenkten. Im Hintergrund steht die Bruderschaft der Heiligen. In einer kleinen Reproduktion findet man das Gemälde unter dem Fenster auf der Epistelseite, während auf der Evangelienseite die Heiligen im bischöflichen Vorzimmer dargestellt sind, wie sie an den Sonnenstrahlen ihre regennassen Mäntel aufhängen, die sie sich auf ihrer Reise nach Verona geholt haben, als sie sich von falschen Anschuldigungen rechtfertigen mussten, so die Überlieferung. Das Medaillon über dem Altar mit den beiden Heiligen in Anbetung vor dem Hochheiligen Altarsakrament wurde vom ortsansässigen Maler Bernardino Casari gegen Ende des 18. Jahrhunderts geschaffen. Der Rest ist eine neuere Dekoration des heimischen Laienkünstlers Martini Giuseppe. Die Tür nach Norden und gegenüber der des Glockenturms führt in die kleine Sakristei, die wegen ihrer niedrigen Höhe unter dem Außenniveau ziemlich feucht ist.
Der Ursprung der Kirche ist unbekannt, älteste Notizen gehen auf das Jahr 1532 zurück. In den Büchern der Pastoralvisite wird erwähnt, dass es ein Ort großer Andacht gewesen sei und dass ihr ein Priester zugewiesen sei, um den Gottesdienst zu versehen. Jetzt ist die Kirche Sitz der Bruderschaft des Allerheiligsten Altarsakraments. Sie wurde von der napoleonischen Regierung anerkannt, obwohl andere Bruderschaften verboten wurden und ihr Vermögen verstaatlicht wurde. Der kleine, viereckige, spitz zulaufende Glockenturm mit Fialen an den Ecken stützt sich aufs Dach.
Die Fassade ist eine Skizzierung mit einem rechteckigen Fenster in der Mitte, zwei Nischen an den Seiten mit den Statuen der beiden Titularheiligen sowie eine viereckige Tür über zwei Stufen. Auf der Höhe der Dachrinnen der umliegenden Häuser sieht man immer noch die Eisen, die einst dazu dienten, am Kirchweihtag das Zelttuch über das Plätzchen zu spannen.

#### Bilder der Kirche

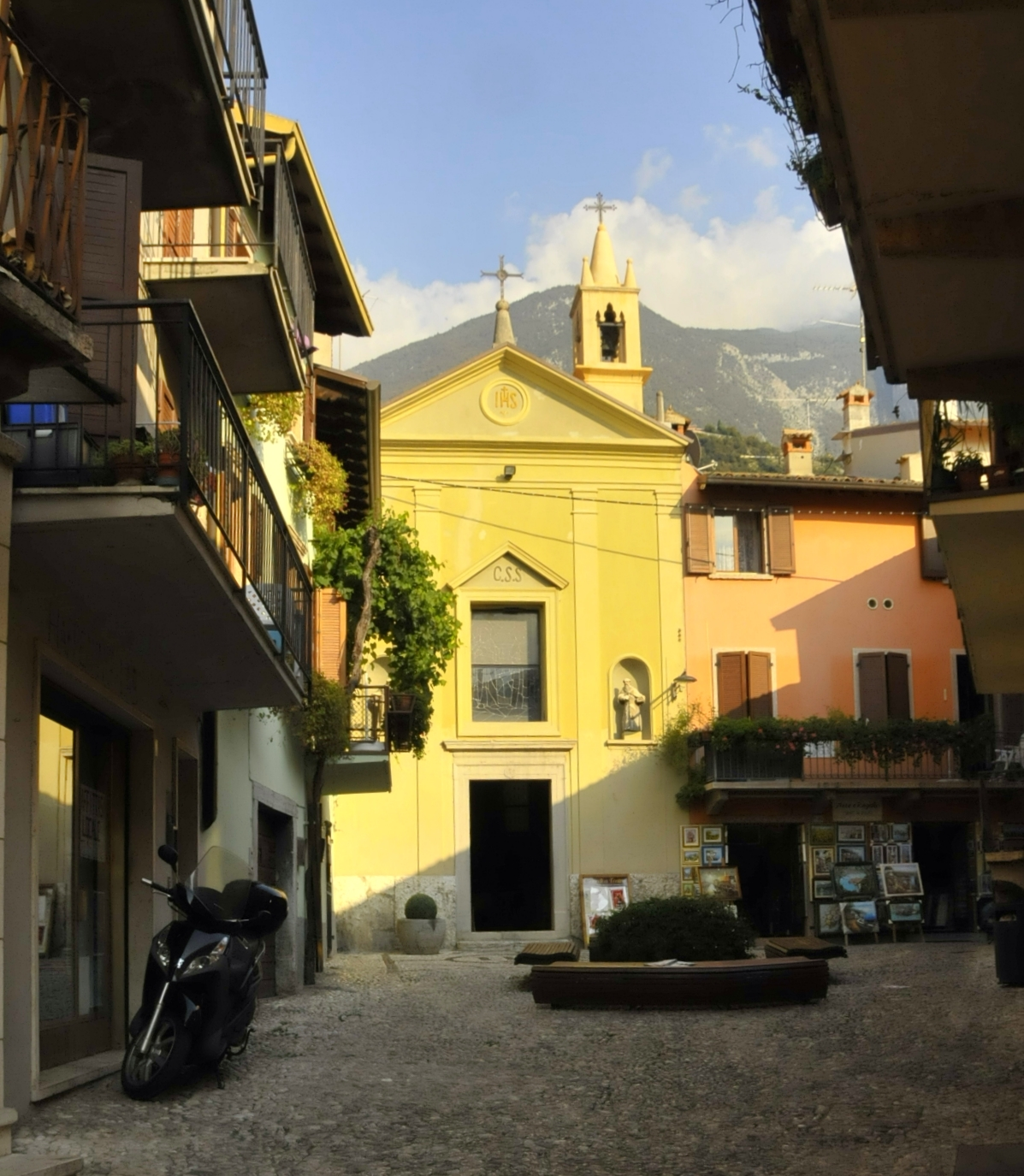
Außenansicht
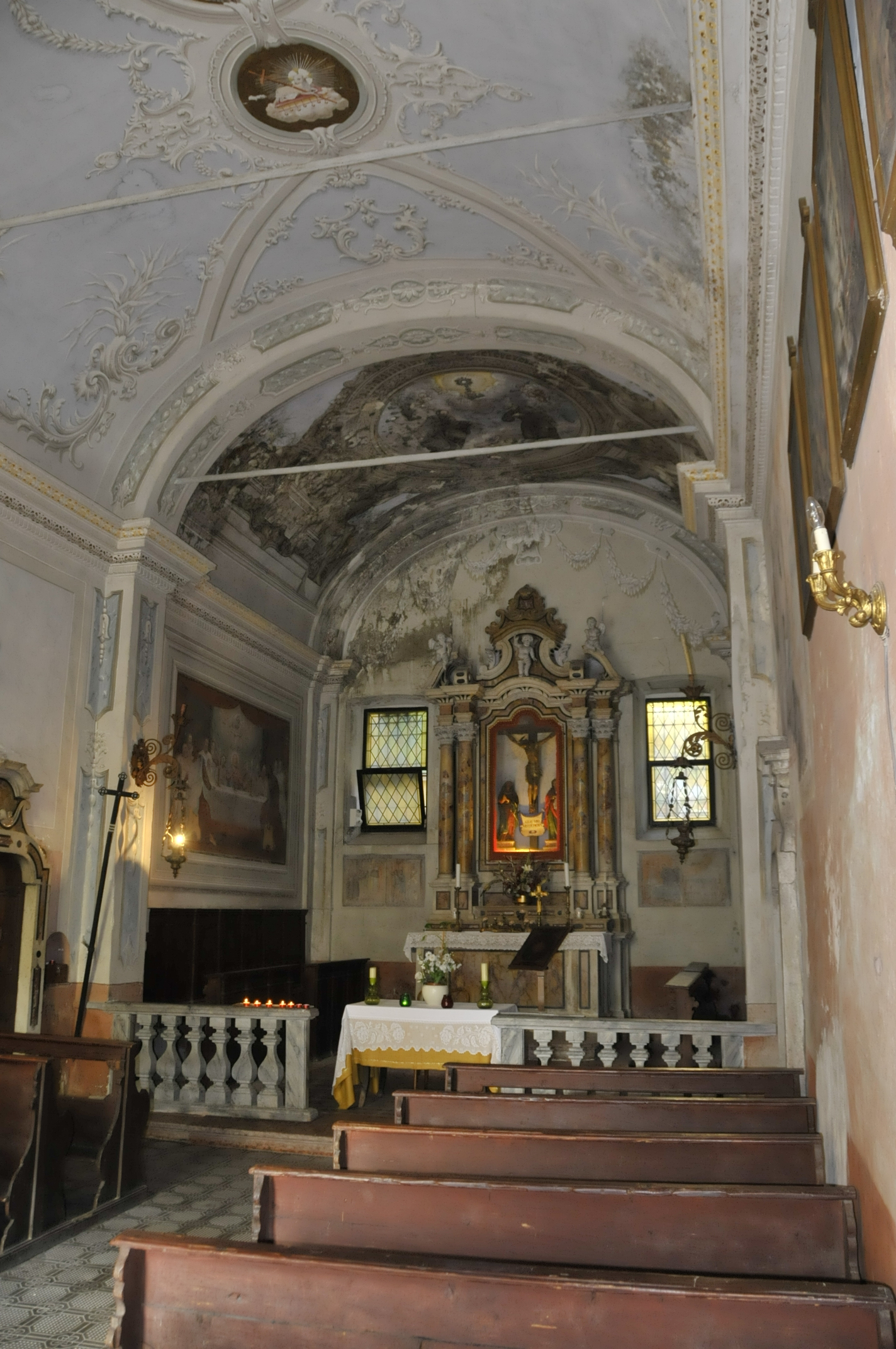
Altarraum
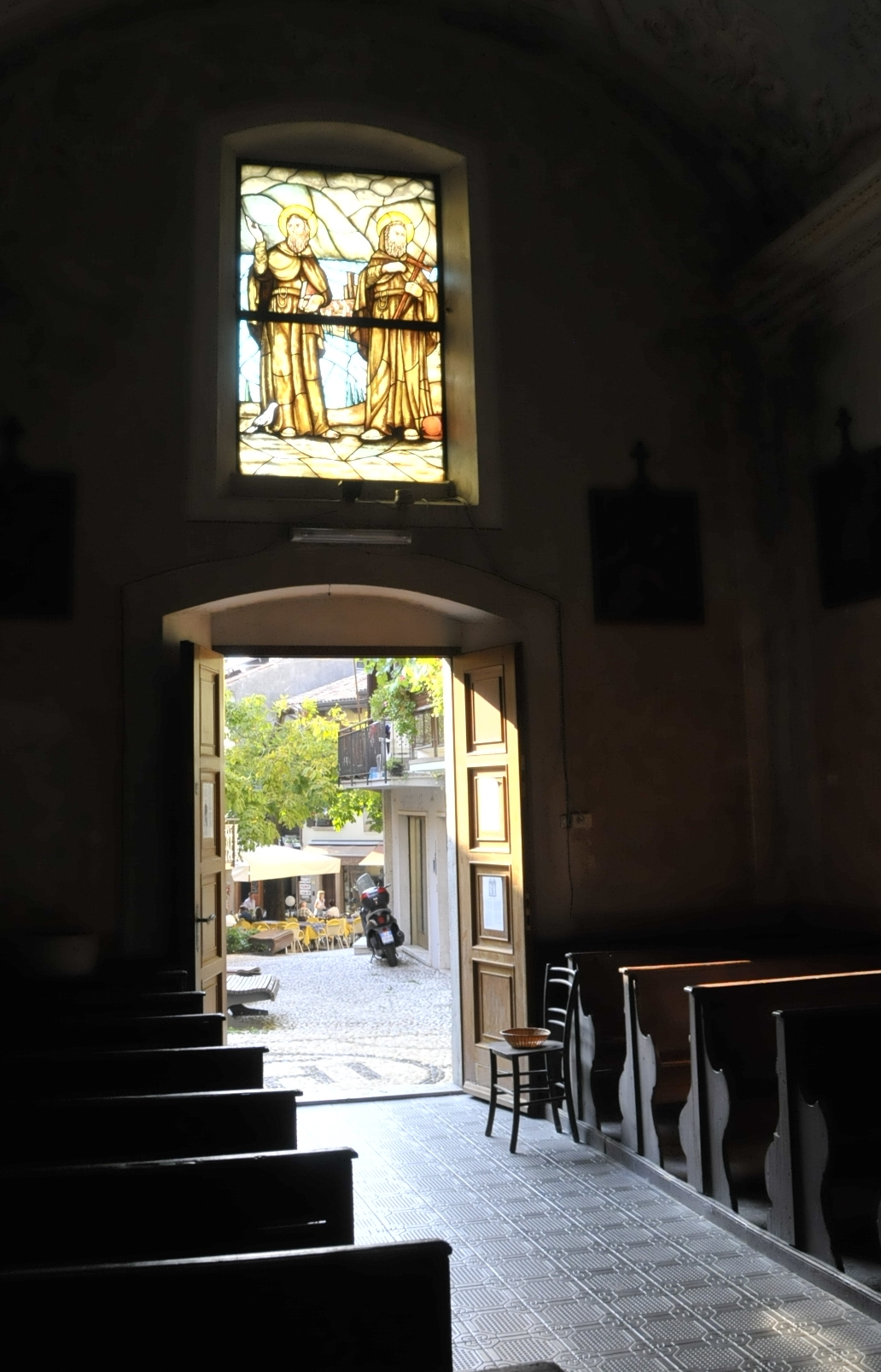
Eingangsbereich von innen

### Monte Baldo
Von Malcesine führt eine Seilbahn (Funivia Malcesine) auf den Monte Baldo, die auch von Wanderern und Mountainbikern genutzt wird, die die Schotterpisten als Downhillstrecken nutzen. Auch als Startplatz für Gleitschirmflieger ist der Berg auf Grund seiner leichten Erreichbarkeit über die Seilbahn und der enormen Höhendifferenz (rd. 1680 m) zum Landeplatz in Malcesine äußerst beliebt. Regelmäßig werden Sicherheitstrainings über Wasser durchgeführt.

## Klima
|                        | Jan | Feb  | Mär  | Apr  | Mai  | Jun  | Jul  | Aug  | Sep  | Okt  | Nov  | Dez  |   |      |
| Mittl. Temperatur (°C) | 6,7 | 7,7  | 10,0 | 13,0 | 17,3 | 20,6 | 23,7 | 23,5 | 20,4 | 15,8 | 10,8 | 7,1  | ⌀ | 14,8 |
| Mittl. Tagesmax. (°C)  | 9,4 | 10,8 | 13,4 | 16,7 | 21,3 | 24,8 | 28,0 | 27,5 | 24,0 | 19,4 | 13,5 | 10,0 | ⌀ | 18,3 |
| Mittl. Tagesmin. (°C)  | 3,9 | 4,6  | 6,6  | 9,3  | 13,3 | 16,4 | 19,4 | 19,4 | 16,8 | 12,2 | 8,0  | 4,1  | ⌀ | 11,2 |
|                        |     |      |      |      |      |      |      |      |      |      |      |      |   |      |
| Niederschlag (mm)      | 43  | 44   | 45   | 48   | 62   | 84   | 56   | 82   | 39   | 34   | 86   | 30   | Σ | 653  |
|                        |     |      |      |      |      |      |      |      |      |      |      |      |   |      |
| Sonnenstunden (h/d)    | 2,2 | 3,3  | 3,9  | 5,0  | 6,0  | 6,8  | 8,0  | 6,7  | 5,4  | 4,6  | 2,6  | 2,8  | ⌀ | 4,8  |
|                        |     |      |      |      |      |      |      |      |      |      |      |      |   |      |
| Regentage (d)          | 4   | 5    | 5    | 7    | 8    | 9    | 6    | 7    | 6    | 3    | 6    | 3    | Σ | 69   |

| 3,9 |

| 4,6 |

| 6,6 |

| 9,3 |

| 13,3 |

| 16,4 |

| 19,4 |

| 19,4 |

| 16,8 |

| 12,2 |

| 8,0 |

| 4,1 |

| 3,9 |

| 4,6 |

| 6,6 |

| 9,3 |

| 13,3 |

| 16,4 |

| 19,4 |

| 19,4 |

| 16,8 |

| 12,2 |

| 8,0 |

| 4,1 |

| N i e d e r s c h l a g | 43  | 44  | 45  | 48  | 62  | 84  | 56  | 82  | 39  | 34  | 86  | 30  |
|                         | Jan | Feb | Mär | Apr | Mai | Jun | Jul | Aug | Sep | Okt | Nov | Dez |